# 1147

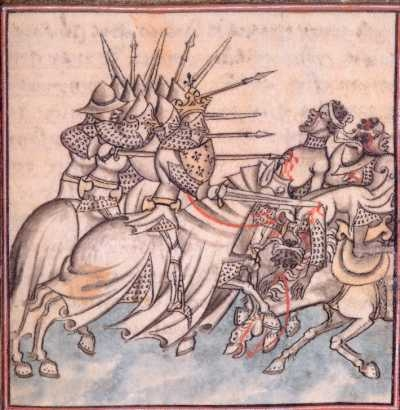
Slag bij Dorylaeum

Het jaar 1147 is het 47e jaar in de 12e eeuw volgens de christelijke jaartelling.

## Gebeurtenissen

### Kruistochten
- Begin van de Tweede Kruistocht, onder aanvoering van onder meer de koningen Koenraad III en Lodewijk VII.
- 16 februari - De Franse kruisvaarders komen samen in Étampes, en besluiten net als de Duitse kruisvaarders de landroute door Hongarije te gebruiken.
- 1 juli-25 oktober - Beleg van Lissabon: Dankzij hulp van kruisvaarders onder Gilbert van Hastings verovert Alfons I van Portugal de stad Lissabon. De kruisvaarders plunderen de stad en richten een slachting aan onder haar inwoners.
- augustus - De Seltsjoeken verslaan het leger van Koenraad III bij Iconium. Koenraad trekt zich terug naar Constantinopel, maar verliest een groot deel van zijn leger door voortdurende Seltsjoekse aanvallen.
- 25 oktober - Slag bij Dorylaeum: De kruisvaarders onder Koenraad III worden in een hinderlaag gelokt en verslagen door het leger van het sultanaat van Rûm onder Mas'ud I. Koenraad trekt zich terug naar Constantinopel, maar wordt nog meerdere malen door de Seltsjoeken aangevallen, en verliest een aanzienlijk deel van zijn leger.
- 24 december - Slag bij Ephesus: De kruisvaarders onder Lodewijk VII worden aangevallen door het Sultanaat van Rûm, maar verjagen de aanvallers.
- eind december - Slag bij de Meander: De kruisvaarders onder Lodewijk VII worden opnieuw aangevallen bij de oversteek van de Meander, maar zegevieren opnieuw.
- Kruisvaarders, vermoedelijk uit Denemarken, vallen Vineta aan.

### Overige gebeurtenissen
- 25 oktober - De kruisvaarders lijden een nederlaag tegen de Seltsjoeken bij de Slag bij Dorylaeum. Koenraad en de meeste andere van zijn ridders kunnen ontsnappen, maar een groot deel van de gewone soldaten sneuvelt of wordt gevangengenomen. Het leger dat nog overblijft, trekt zich terug in Nicea.
- De Almohaden onder Abd al-Mu'min ibn Ali veroveren Marrakesh. Einde van het rijk der Almoraviden.
- Silezië gaat over van Pools naar Duits leenheerschap.
- Poperinge krijgt een stadskeure van Diederik van de Elzas.
- Hendrik Berengarius, de oudste zoon van Koenraad III, wordt medekoning.
- De abdij van Alnwick wordt gesticht.
- Hendrik de Leeuw trouwt met Clementia van Zähringen.
- Alnmouth wordt gesticht.
- Eerste vermelding van: Moskou, Haaren, Hulsberg, Loonbeek, Posterholt, Sittard, Ursel, Vissenaken, Westerwijk

## Opvolging
- graaf van Gloucester - Robert van Gloucester opgevolgd door zijn zoon William FitzRobert
- Kleef - Arnoud I opgevolgd door zijn zoon Diederik IV
- Tempeliers (grootmeester) - Robert de Craon opgevolgd door Evrard des Barres
- Zwaben - Frederik II opgevolgd door zijn zoon Frederik Barbarossa

## Afbeeldingen

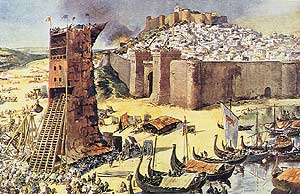
Beleg van Lissabon
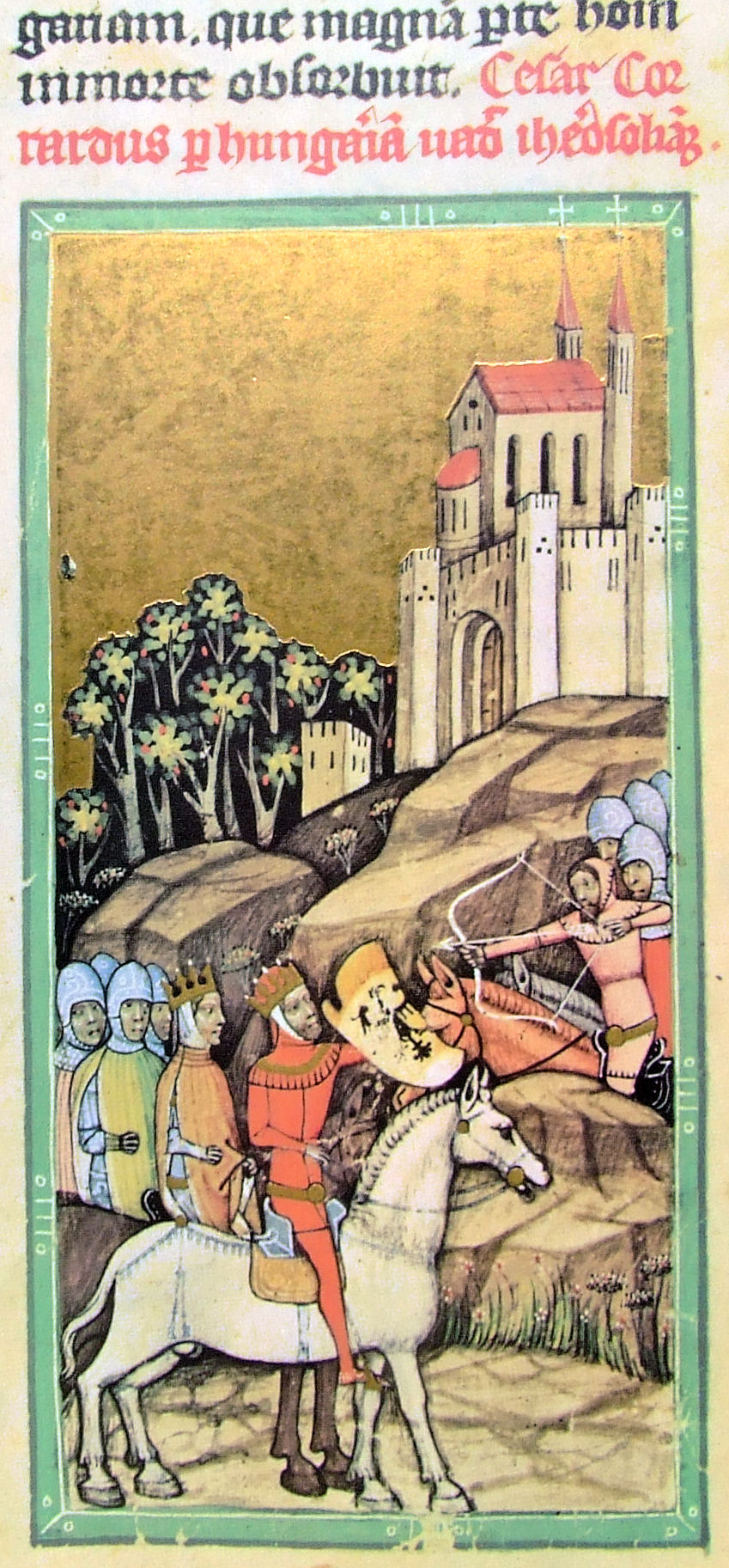
Koenraad III en zijn kruisvaardersleger in Hongarije
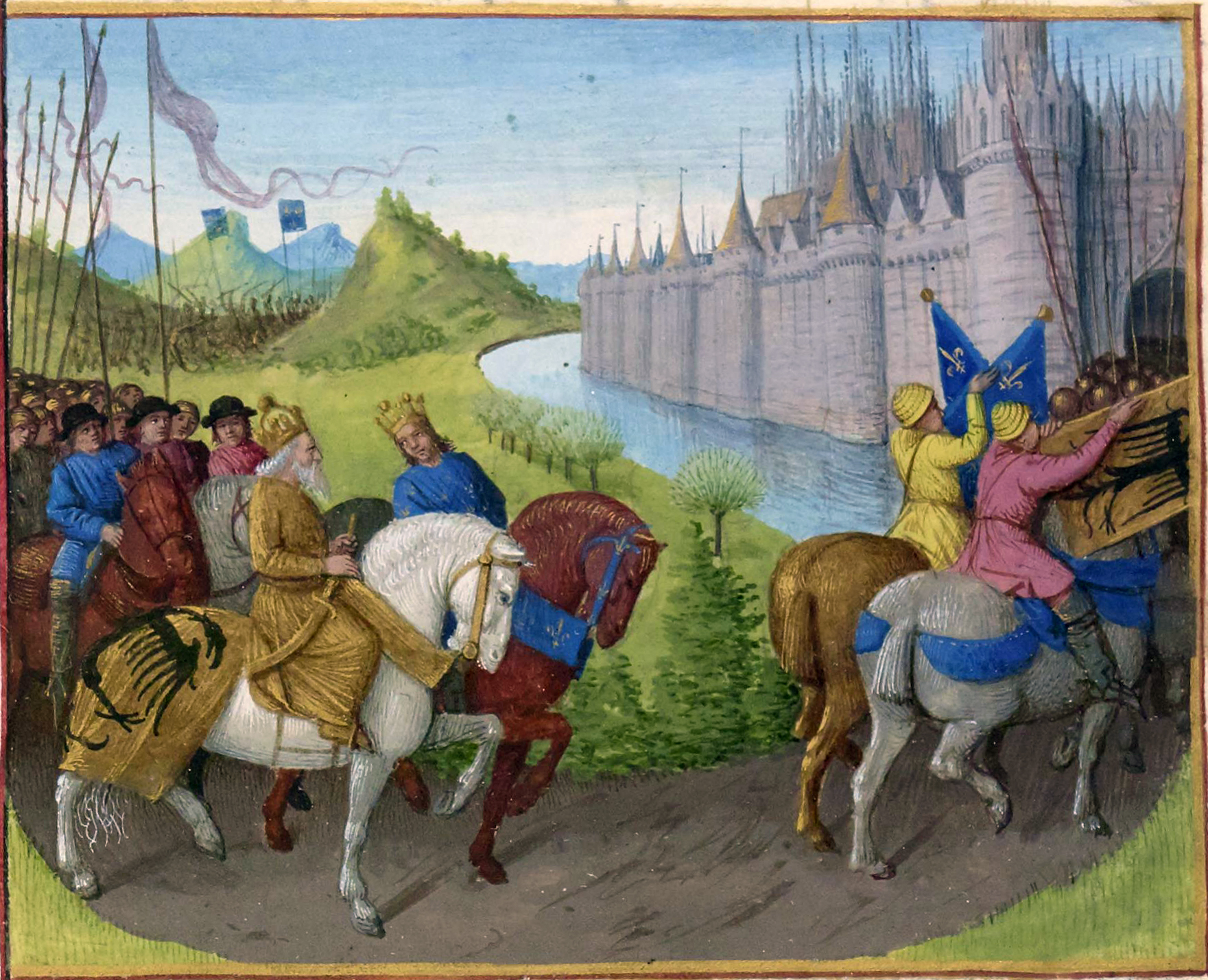
Lodewijk VII en zijn kruisvaarders komen aan in Constantinopel
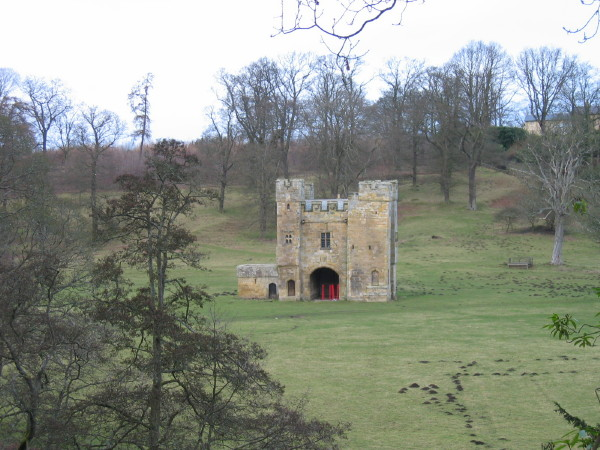
Poorthuis van Alnwick Abbey
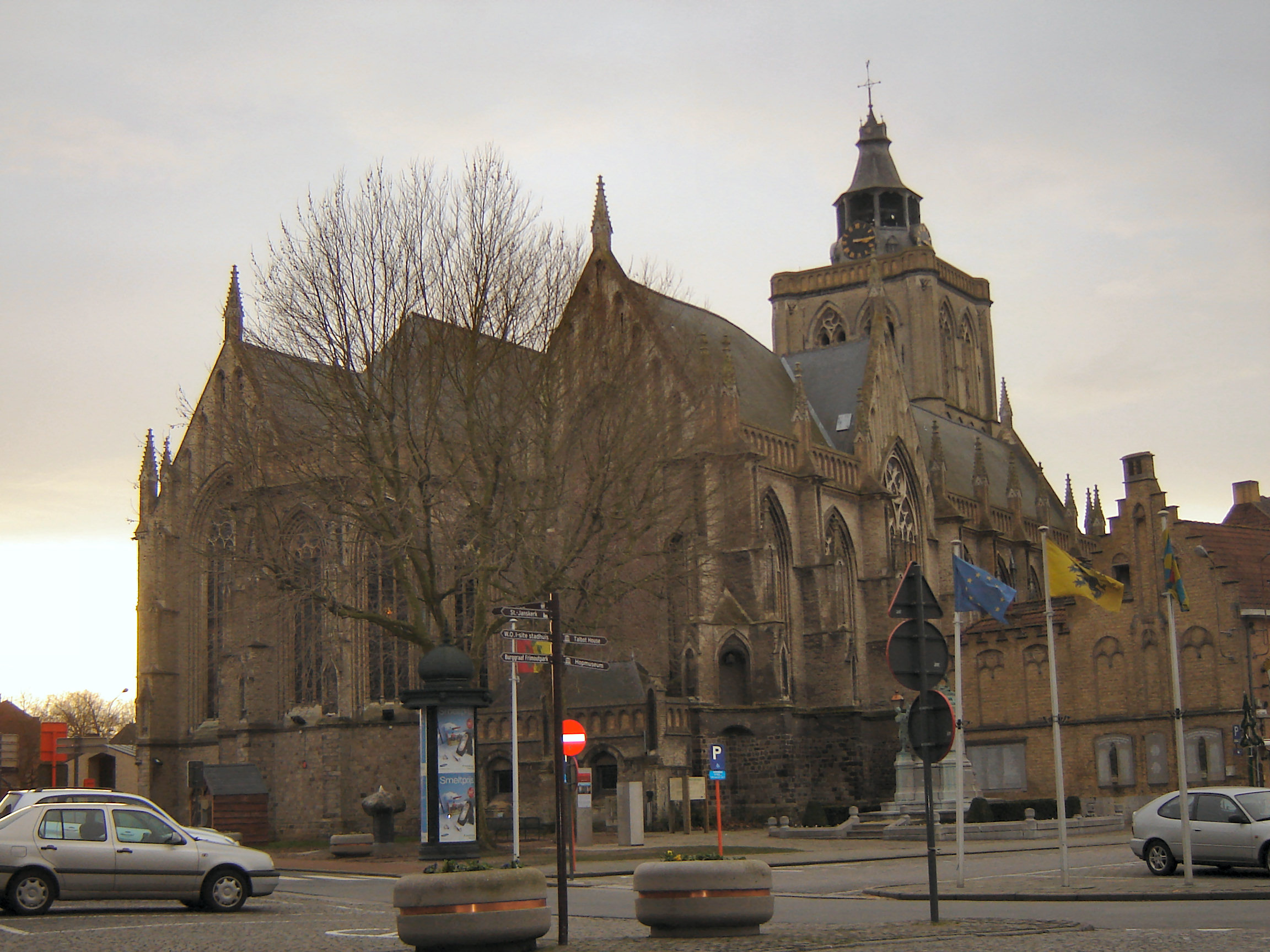
De Sint-Bertinuskerk in Poperinge, gebouwd 1147

## Geboren
- 9 mei - Minamoto no Yoritomo, Japans militair leider en shogun
- Haakon II, koning van Noorwegen (1157-1162)
- Stefanus III, koning van Hongarije (1162-1172) (jaartal bij benadering)

## Overleden
- 13 januari - Robert de Craon, grootmeester van de Orde van de tempeliers
- 6 april - Frederik II, hertog van Zwaben (1105-1147)
- 16 augustus - Ramiro II, koning van Aragon (1134-1137)
- 19 september - Igor II, grootvorst van Kiev (1146)
- 31 oktober - Robert van Gloucester, Engels edelman
- 25 december - Gwijde II, graaf van Ponthieu
- Arnoud I, graaf van Kleef
- Bernard II, graaf van Plötzkau
- Wouter I van Avesnes, Frans edelman
- Robert III, graaf van Auvergne (jaartal bij benadering)